# Intervalle (mathématiques)
Pour les articles homonymes, voir Intervalle.
En mathématiques, un intervalle (réel) (du latin intervallum) est  un ensemble de réels compris entre deux bornes, éventuellement infinies. Il est noté à l'aide des deux bornes placées entre crochets. Par exemple {\displaystyle [0;1]} est l’ensemble des réels compris entre {\displaystyle 0} et {\displaystyle 1}.
Cette notion existe également dans tout ensemble ordonné. Elle se développe par ailleurs en la notion de boule dans un espace métrique.

## Définition et notations

### Définition
Initialement, on appelle intervalle réel un ensemble de nombres délimité par deux nombres réels {\displaystyle a} et {\displaystyle b} constituant une borne inférieure et une borne supérieure. Un intervalle contient tous les nombres réels compris entre ces deux bornes.
En fonction de si les bornes sont incluses ou non dans l'intervalle, on distingue les intervalles :
- Ouvert : {\displaystyle \{x\in \mathbb {R} \mid a<x<b\}=\;]a;b[}
- Fermé : {\displaystyle \{x\in \mathbb {R} \mid a\leq x\leq b\}=[a;b]}
- Semi-ouvert à gauche : {\displaystyle \{x\in \mathbb {R} \mid a<x\leq b\}=\;]a;b]}
- Semi-ouvert à droite : {\displaystyle \{x\in \mathbb {R} \mid a\leq x<b\}=[a;b[}

Si {\displaystyle a>b}, alors ces intervalles sont vides.
À ces intervalles se sont ajoutés les ensembles des réels inférieurs à une valeur, ou supérieurs à une valeur. On ajoute donc les intervalles de ce type :
- {\displaystyle \left\{x\in \mathbb {R} \mid x<a\right\}=\;]{-\infty };a[\;} (ouvert et non fermé)
- {\displaystyle \left\{x\in \mathbb {R} \mid x\leq a\right\}=\;]{-\infty };a]} (fermé et non ouvert)
- {\displaystyle \left\{x\in \mathbb {R} \mid x>a\right\}=\;]a;+\infty [\;} (ouvert et non fermé)
- {\displaystyle \left\{x\in \mathbb {R} \mid x\geq a\right\}=[a;+\infty [\;} (fermé et non ouvert)

Auxquels se sont ajoutés les intervalles :
- l'ensemble vide {\displaystyle \varnothing } (à la fois ouvert et fermé) ;
- les singletons {\displaystyle \{a\}=[a;a]} (fermé et non ouvert) ;
- l'ensemble des nombres réels {\displaystyle \mathbb {R} =\;]{-\infty };+\infty [\;} (à la fois ouvert et fermé).

Un intervalle réel est dit non trivial s'il est non vide et non réduit à un point.
Plus généralement, un intervalle de {\displaystyle \mathbb {R} } est une partie convexe de {\displaystyle \mathbb {R} }, c'est-à-dire un ensemble {\displaystyle I} de réels vérifiant la propriété suivante :
{\displaystyle \forall (x,y)\in I^{2},\ (x\leq y\Rightarrow [x;y]\subset I)}
autrement dit :
{\displaystyle \forall (x,y)\in I^{2},\ \forall z\in \mathbb {R} ,\ (x\leq z\leq y\Rightarrow z\in I)\ .}

### Notations
Une autre notation, fréquente dans la littérature anglophone, utilise, pour les intervalles ouverts et semi-ouverts, une parenthèse au lieu d'un crochet, et une virgule séparatrice au lieu d'un point-virgule : les intervalles ci-dessus sont alors notés respectivement :
{\displaystyle (a,b)\qquad [a,b]\qquad (a,b]\qquad [a,b)}
Il est à noter un parallèle entre cette notation de l’intervalle {\displaystyle [a,b)} et celle de la demi-droite [AB).
Les deux systèmes de notations sont décrits dans la norme ISO 31 (pour les mathématiques : ISO 31-11).

## Propriétés

### Union et intersection
Une intersection d'intervalles de {\displaystyle \mathbb {R} } est toujours un intervalle. Par exemple,
- {\displaystyle [-3;5[\;\cap \;]{-\infty };2]=[-3;2]}
- {\displaystyle [-3;5[\;\cap \;[2;+\infty [\;=[2;5[}
- {\displaystyle [3;5[\;\cap \;]{-\infty };2]=\varnothing }

Une union d'intervalles de {\displaystyle \mathbb {R} } n'est pas toujours un intervalle. Ce sera un intervalle si l'ensemble obtenu reste convexe (intuitivement s'il n'y a pas de « trou »). Dans le cas d'une union de deux intervalles, il suffit que l'intersection de ces intervalles soit non vide pour que leur réunion soit convexe. Par exemple,
- {\displaystyle ]{-\infty };2]\;\cup [-3;5[\;=\;]{-\infty };5[}
- {\displaystyle [-3;5[\;\cup \;[2;+\infty [\;=[-3;+\infty [}
- {\displaystyle [3;5[\;\cup \;]{-\infty };2]=\;]{-\infty };2]\cup [3;5[} (N.B. on note de préférence les deux bornes d’un intervalle dans l’ordre croissant).

Cette union ne forme pas un intervalle étant donné qu'il y a un trou entre 2 et 3.

## Topologie
Les intervalles jouent un rôle central dans la topologie de la droite réelle. Les intervalles ouverts forment une base d'ouverts de la topologie usuelle de {\displaystyle \mathbb {R} }, ce qui signifie que tout ouvert est une réunion d'intervalles ouverts. 
Les parties connexes de {\displaystyle \mathbb {R} } sont exactement les intervalles. Un intervalle ne peut pas être séparé en deux ouverts disjoints et réciproquement.
La propriété précédente et le caractère localement connexe de {\displaystyle \mathbb {R} } permet de préciser le rôle des intervalles dans la topologie : tout ouvert est une réunion dénombrable d'intervalles ouverts deux à deux disjoints : ses composantes connexes.
Par le théorème de Bolzano-Weierstrass, les intervalles fermés – appelés segments – sont compacts. Cela sert notamment à montrer que les compacts de {\displaystyle \mathbb {R} } sont les fermés bornés, propriété qui peut être généralisée en dimension {\displaystyle n}, avec le théorème de Tykhonov, donnant ainsi le théorème de Borel-Lebesgue.

## Utilisations
Les intervalles jouent un rôle central en analyse réelle. En raison de leurs propriétés topologiques, de nombreux théorèmes reposent sur cette notion.
Ils sont utilisés pour définir les limites et donc la continuité et la dérivabilité. De plus, les propriétés liant les variations d'une fonction au signe de sa dérivée ne sont vraies que sur un intervalle. Par exemple, {\displaystyle f:\mathbb {R} ^{*}\to \mathbb {R} } définie par {\displaystyle f(x)={\dfrac {x}{|x|}}} est dérivable sur {\displaystyle \mathbb {R} ^{*}}, et sa dérivée est identiquement nulle ; mais {\displaystyle f} n'est pas constante. Ceci tient au fait que {\displaystyle \mathbb {R} ^{*}=\mathbb {R} \setminus \{0\}} n'est pas un intervalle.
Le théorème des valeurs intermédiaires, qui dit que l'image par une fonction continue d'un intervalle de {\displaystyle \mathbb {R} } est un intervalle de {\displaystyle \mathbb {R} }, vient du fait que les intervalles sont les parties connexes de {\displaystyle \mathbb {R} }.

## Généralisation

### Dans un ensemble ordonné
Dans tout ensemble totalement ordonné {\displaystyle (S,\leq )}, on peut définir les intervalles, de la même façon que dans {\displaystyle \mathbb {R} }, comme les ensembles convexes (au sens de la définition générale énoncée plus haut). On retrouve parmi eux les types suivants (mais ce ne sont plus les seuls) :
- {\displaystyle \left\{z\in S\mid a<z<b\right\}}, {\displaystyle \left\{z\in S\mid a\leq z\leq b\right\}}, {\displaystyle \left\{z\in S\mid a<z\leq b\right\}}, {\displaystyle \left\{z\in S\mid a\leq z<b\right\}}
- {\displaystyle \left\{z\in S\mid z<a\right\}}, {\displaystyle \left\{z\in S\mid z\leq a\right\}}, {\displaystyle \left\{z\in S\mid z>a\right\}}, {\displaystyle \left\{z\in S\mid z\geq a\right\}}
- {\displaystyle \varnothing }, {\displaystyle \quad S}

Les quatre premières notations généralisent respectivement l'intervalle ouvert, l'intervalle fermé, l'intervalle semi-ouvert à gauche et l'intervalle semi-ouvert à droite.
La cinquième notation est un cas particulier de section commençante ouverte ; les trois suivantes sont la section commençante fermée, la section finissante ouverte et la section finissante fermée déterminées par a, respectivement.
Il est donc tout à fait possible de définir dans {\displaystyle \mathbb {Z} } l'intervalle des entiers relatifs compris entre {\displaystyle -5} et {\displaystyle 3} mais il serait dangereux de le noter {\displaystyle [-5,3]} sans avertissement préalable à cause du risque de confusion avec la notation des intervalles de {\displaystyle \mathbb {R} }.
On utilise parfois la notation avec des crochets blancs {\displaystyle [\![\!-5,3\ \!]\!]} et parfois la notation avec des crochets doubles (usage très répandu en probabilités)[réf. nécessaire].
Une intersection d'intervalles est encore un intervalle.

### Boule
On considère les intervalles (fermés ou ouverts) bornés de {\displaystyle \mathbb {R} } de la forme {\displaystyle [a;b]} ou {\displaystyle ]a;b[} où {\displaystyle a} et {\displaystyle b} sont des réels vérifiant {\displaystyle a\leq b}. On note
- {\displaystyle m={\frac {a+b}{2}}}
- {\displaystyle r={\frac {b-a}{2}}}

Pour {\displaystyle \mathbb {R} } , muni de la distance usuelle {\displaystyle d(x,y)=|y-x|}, l'intervalle {\displaystyle [a;b]} est l'ensemble des réels dont la distance à {\displaystyle m} est inférieure ou égale à {\displaystyle r} et l'intervalle {\displaystyle ]a;b[} est l'ensemble des réels dont la distance à {\displaystyle m} est strictement inférieure à {\displaystyle r}.
Cette notion se généralise à tout espace métrique. L'ensemble des éléments {\displaystyle x} de l'espace métrique  {\displaystyle E} dont la distance à l'élément {\displaystyle m} est inférieure ou égale (resp. strictement inférieure) à {\displaystyle r} est la boule fermée (resp. ouverte) de centre {\displaystyle m} et de rayon {\displaystyle r}.
Tout comme les intervalles ouverts bornés de {\displaystyle \mathbb {R} } forment une base des ouverts de {\displaystyle \mathbb {R} }, les boules ouvertes forment une base pour la topologie d'un espace métrique.